# Monchaux-Soreng
Monchaux-Soreng è un comune francese di 655 abitanti situato nel dipartimento della Senna Marittima nella regione della Normandia.

## Società

### Evoluzione demografica
Abitanti censiti